# Tullekensmolen (noord)
De Tullekensmolen was een watermolen aan de noordelijke oever van de Oude Beek in de Nederlandse plaats Beekbergen. De bovenslagmolen werd gebruikt als papiermolen en werd gebouwd voor of in het jaar 1679. In 1832 was Hendrik Jan Kapel eigenaar van de molen. Toen de Tullekensmolen in handen van Dijkgraaf was, brandde de molen in 1872 samen met een een gelijknamige molen aan de zuidelijke oever af. De andere molen werd herbouwd, maar de Tullekensmolen aan de noordelijke oever werd niet meer herbouwd.